# 대한민국 제헌 국회
제헌국회(制憲國會, 영어: Constituent National Assembly of the Republic of Korea)는 5.10 총선거에서 선출된 198인 국회의원이 1948년 5월 31일 중앙청 홀 국회의사당에서 국회 제1회를 개회한 이후 정기회 2회, 임시회 4회를 갖고 총 399일 본회의를 열어 그동안 국호를 정하고, 대통령을 선출하며,  헌법을 비롯하여 국회법, 정부조직법, 반민족행위처벌법, 농지개혁법, 국군조직법, 지방자치법, 국회의원선거법, 국가공무원법 및 귀속재산처리법, 소득세법 등 각종 법률안과 예산안을 통과 시키고 1950년 6월 2일 제6회 폐회식까지 2년간 활동한 헌정사상 최초의 국회를 말한다.(출처: 한국속기록학연구원) 
대한민국에서 최초로 국민의 직접 투표로 선출된 국회의원을 구성원으로 한 국회이다. 제헌국회는 1919년 4월 10일 밤 10시 중국 상해에서 개최되어 오늘날 국회의 기원인 대한민국 임시의정원, 미군정 시대의 입법기관으로서 1946년 12월 12일 수립되어 1948년 5월 20일 해산할 때까지 존속한 남조선과도입법의원을 거쳐 국회로 발전하였다.

## 개요

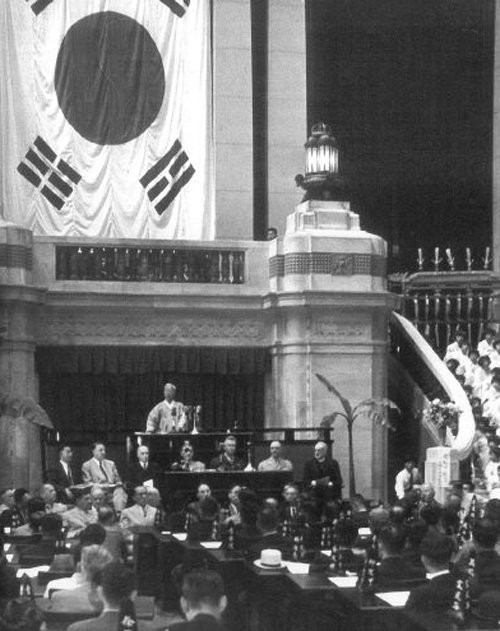
1948년 5월 31일 오후, 중앙청 홀에서 열린 제헌국회 개원식. 오전 제1차본회의에서 초대 국회의장으로 피선된 이승만이 개원사를 낭독하고 있다.

1948년 2월 26일, 유엔소총회는 사흘간의 토론 끝에 다음과 같은 결의를 찬성 31, 반대 2, 기권 11로 가결했다.
| “ | 조선의 가능한 지역에서 조선인의 자유의사에 의한 선거를 유엔감시하에 실시하고 이 선거는 인구비례에 의하여 독립정부 수립의 제1보로 설정될 조선국회의 3분의 2의 대의원을 선거하는 것으로, 잔여 3분의 1은 북조선 선거시까지 보류한다. | ” |

1948년 5월 10일, UN한국임시위원단(UNTCOK)의 감시 아래 제헌국회를 구성하기 위한 총선거가 실시되었다.
1948년 5월 31일 월요일 오전 10시 20분, 중앙청 홀에 위치한 국회의사당에 모인 198인의 제헌의원들은 제1차 본회의에 들어갔다. 국회선거위원회 사무총장 전규홍의 개의선언 및 성원보고를 하고 이어 노진설 국회선거위원장이 5월 27일 당선자에게 미리 배부한 '국회임시준칙결의안'에 따라 참석한 의원 중 최연장자인 이승만을 임시의장으로 추천하자 의원들은 박수로 환영했다.
제헌국회는 5월 31일, 이승만을 초대 국회의장으로, 신익희.김동원을 부의장으로 선출하였다. 6월 초, 국회헌법기초위원회에 헌법 초안이 제출되었다. 헌법 초안은 모든 정파들이 동의한 의원내각제를 채택했지만 6월 15일, 의장 이승만이 대통령제를 고수함으로 인하여 대통령제로 최종 결정되었다. 7월 17일, 헌법을 공포하였고 7월 20일, 제헌국회 국회의원들의 간접선거에 의한 제1대 대통령 선거로 이승만 후보를 초대 대통령으로, 이시영 후보를 부통령으로 선출했다. 남한만의 단독 총선거에 반대한 김구, 김규식은 불참했다.
1948년 8월 15일, 대한민국 정부 수립 선포식이 개최되었고 대통령 이승만은 대한민국 정부의 수립을 국내외에 선포하였다. 이로써 미군으로부터 권력을, 임시정부로부터 한국인의 법률상 주권(主權)을 넘겨 받게 되었다.

### 제헌국회 제1회 개회 기도문
1948년 5월 31일 오전, 국회 제1회 제1차 본회의에서 임시의장으로 추대된 이승만의 첫 발언은 국회가 처음으로 시작하는 역사적인 일은 사람의 힘으로만 된 것이라고 할 수 없으니 종교, 사상을 초월하여 감사를 드릴터인데 이윤영 의원에게 개회 기도를 주문하였다.
임시의장 이승만 : 대한민국 독립민주국 제1차 회의를 여기서 열게된 것을 우리가 하나님에게 감사해야 할 것입니다. 종교, 사상 무엇을 가지고 있든지 누구나 오늘을 당해가지고 사람의 힘으로만 된 것이라고 우리가 자랑할 수 없을 것입니다. 그러므로 하나님에게 감사를 드리지 않을 수 없습니다. 나는 먼저 우리가 다 성심으로 일어서서 하나님에게 우리가 감사를 드릴터인데 이윤영 의원 나오셔서 간단한 말씀으로 하나님에게 기도를 올려주시기를 바랍니다. 
이윤영 의원 : (일동 기립)이 우주와 만물을 창조하시고 인간의 역사를 선림하시는 하나님이시여 이 민족을 돌아보시고 이 땅에 축복하셔서 감사에 넘치는 오늘이 있게 하심을 주님께 저희들은 성심으로 감사하나이다.
오랜 시일동안 이 민족의 고통과 호소를 들으시사 정의의 칼을 빼서 일제의 폭력을 굽히시사 하나님은 이제 세계 만방의 양심을 움직이시고 또한 우리 민족의 염원을 들으심으로 이 기쁜 역사적 환희의 날을 이 시간에 우리에게 오게 하심을 하나님의 선림이 세계 만방에 정시(正視)하신 것으로 저희들은 믿나이다.
하나님이시여, 이로부터 남북이 둘로 갈리어진 이 민족의 어려운 고통과 수치를 심원하여 주시고 우리 민족 우리 동포가 손을 같이 잡고 웃으며 노래 부르는 날이 우리 앞에 속히 오기를 기도하나이다.
하나님이시여, 원치 아니한 민생의 도탄은 길면 길수록 이 땅의 악마의 권세가 확대되나 하나님의 거룩하신 영광은 이 땅에 오지 않을 수밖에 없을 줄 저희들은 생각하나이다. 원컨대 우리 조선 독립과 함께 남북통일을 주시옵고 또한 우리 민생의 복락과 아울러 세계 평화를 허락하여 주시옵소서.
거룩하신 하나님의 뜻에 의지하여 저희들은 성스럽게 택함을 입어가지고 글자 그대로 민족의 대표가 되었습니다. 그러하오나 우리들의 책임이 중차대한 것을 저희들은 느끼고 우리 자신이 진실로 무력한 것을 생각할 때 지와 인과 용과 모든 덕의 근원되시는 하나님 앞에 이러한 요소를 저희들이 간구하나이다.
이제 이로부터 국회가 성립되어서 우리 민족이 염원이 되는 모든 세계 만방이 주시하고 기다리는 우리의 모든 문제가 원만히 해결되며 또한 이로부터서 우리의 완전 자주독립이 이 땅에 오며 자손 만대에 빛나고 푸르른 역사를 저희들이 정하는 이 사업을 완수하게 하여 주시옵소서.
하나님이 이 회의를 사회하시는 의장으로부터 모든 우리 의원 일동에게 건강을 주시옵고 또한 여기서 양심의 정의와 위신을 가지고 이 업무를 완수하게 도와주시옵기를 기도하나이다.

역사의 첫걸음을 걷는 오늘의 우리의 환희와 우리의 감격에 넘치는 이 민족적 기쁨을 다 하나님에게 영광과 감사를 올리나이다. 이 모든 말씀을 주 예수 그리스도 이름을 받들어 기도하나이다. 아멘.

### 제헌국회 개원사
1948년 5월 31일 오후 2시, 앞서 초대 국회의장으로 피선된 이승만이 제헌 국회개원식에서 개원사를 하였다.
우리가 오늘 우리 민국 제1차 국회를 열기 위하여 모인 것입니다. 우리가 오늘이 있게 된 데 대하여 첫째로는 하나님의 은혜와 둘째로는 우리 애국선열들의 희생적(犧牲的) 혈전(血戰)한 공적(功績)과 셋째로는 우리 우방(友邦)들, 특히 미국과 유엔의 공의상(公義上) 원조(援助)를 깊이 감사치 않을 수 없는 것입니다.
우리는 민족의 공선(公選)에 의하여 신성한 사명을 띠고 국회의원 자격으로 이에 모여 우리의 직무와 권위를 행할 것이니, 먼저 헌법을 제정하고 대한독립민주정부(大韓獨立民主政府)를 재(再)건설하려는 것입니다.
나는 이 대회를 대표하여 오늘의 대한민주국(大韓民主國)이 다시 탄생된 것과 따라서 이 국회가 우리나라의 유일한 민족대표 기관임을 세계 만방에 공포(公布)합니다. 이 민국(民國)은 기미년 3월 1일에 우리 13도(道) 대표들이 서울에 모여서 국민대회를 열고 대한독립민주국(大韓獨立民主國)임을 세계에 공포하고 임시정부를 건설하여 민주주의(民主主義)에 기초를 세운 것입니다.
불행히 세계대세(世界大勢)로 인하여 우리 혁명이 그때에 성공이 못되었으나 우리 애국남녀(愛國男女)가 해내해외(海內海外)에서 그 정부를 지지하며 많은 생명을 바치고 혈전고투하여 이 정신만을 지켜온 것이니, 오늘 여기서 열리는 국회는 즉, 국민대회의 계승이요, 이 국회에서 건설되는 정부는 즉, 기미년(己未年)에 서울에서 수립(樹立)된 민국임시정부의 계승이니 이날이 29년만의 민국의 부활일(復活日)임을 우리는 이에 공포하며 민국년호(民國年號)는 기미년(己未年)에서 기산(起算)할 것이요, 이 국회는 전(全) 민족을 대표한 국회이며 이 국회에서 탄생되는 민국정부는 완전한 한국(韓國) 전체를 대표한 중앙(中央)정부임을 이에 또한 공포하는 바입니다.
우리 이북오도(以北五道) 동포가 우리와 같이 공선(公選)으로 대표를 선거하여 우리와 이 자리에서 원만(圓滿)히 합석치 못한 것은 우리가 극히 통념(痛念)히 여기는 바입니다. 그러나 이북(以北)에서 넘어온 450만 이재동포가 우리 선거에 참가하였고 피선(被選)된 대표도 여러분일 뿐 아니라 이 국회에 자리를 상당한 수효(數爻)대로 비어 놓아 하루바삐 자유선거로 이북(以北) 대표가 와서 이 자리를 점령하고 우리와 함께 직책과 권리를 분담하여 완전무결한 국가를 회복하도록 준비하리니 우리는 이북(以北) 동포와 합심합력(合心合力)하여 미국과 유엔의 협조로 통일의 조속(早速) 성공(成功)을 재래(齋來)하기를 결심할 것이며 또다시 맹서하는 바는 우리 민족은 죽어도 같이 죽고 살아도 같이 살 것이오 우리 강토(疆土)는 일척일촌(一尺一寸)이라도 남에게 양여하지 않을 작정입니다.
이 국회의 최대(最大)한 목적은 이미 세계에 일려진 바와 같이 민주주의를 토대로 한 헌법을 제정하고 그 헌법에 따라 정부를 수립하고 국방군(國防軍)을 조직하여 안녕 질서와 강토(疆土)를 보장하며 민생곤란(民生困難)을 구하기 위하여 확고한 경제정책을 수립할 것과 토지개혁책을 공평히 실시할 것과 개인의 평등권을 법률로 제정하여 보호할 것과 해외에 거류하는 동포의 생명과 권리를 국제상(國際上) 교섭으로 보호할 것과 교육을 향상하며 공업을 발전하며 평등호혜의 조건으로 해외통상을 열 것과 언론·출판·집회·종교 등 자유를 보장할 것과 국제상 교의(交誼)를 돈목(敦睦)하여 세계 평화를 증진할 것과 소련과 교제를 열어서 양국의 중대(重大)관계를 시정(是正)할 것과 길이 열리는데로 일본과 담판(談判)을 열어서 정치와 경제상 모든 문제를 타정(妥定)할 것 등이니 우리 국회의원들의 책임이 중대하고 긴급합니다. 시일(時日)이 급박하니만치 우리는 사소(些少)한 조리(條理)와 무익(無益)한 이론(理論)으로 시간을 허비할 수 없는 형편이니 중대 문제만을 차서(次序)로 토의, 결정하여 실행하기에만 주력할 것입니다.
우리 정부가 수립되는 날은 미군정(美軍政)은 자연 폐지될 것이니 미군정 당국은 이미 다 철폐하기를 준비하고 있는 터이며 군정(軍政)기관에서 서울과 각 도(道)에 중요 책임을 가지고 우리를 도와서 시무(視務)한 미국 친우(親友) 중에 혹은 고문으로나 혹은 기술자로 필요한 인사들은 미 정부와 교섭해서 얼마동안 협조하기를 요청할 수 있을 것이며, 미(美) 주둔군은 우리 국방군(國防軍)이 준비될 때까지 머물러 있기를 우리가 바라는 터이나 이 문제는 유엔에서 결정되는 바를 따라서 미(美) 정부에서 행할 터이므로 미국과 유엔과 우리 정부 사이에 상당한 협의로 조건을 정해서 진행할 것입니다. 다만 우리의 주장하는 바는 주둔군(駐屯軍)의 연장(延長)으로 인해서 우리 주권(主權) 사용에는 조금도 침손(侵損)되는 일이 없을 것과 언제든지 우리가 그 주둔군의 철폐를 요구할 때는 즉시 철폐할 것 등이니 별 사항이 없을 것입니다.
미국(美國)은 어느 나라에 대해서든지 영토나 정치상 야심이 없는 것은 세계가 다 아는 바입니다. 오직 민주정권(民主政權)을 세워서 세계의 평화를 유지하고 국제상 통상과 우호로 공동이익이 될 것을 주장할 뿐이니, 한국에 대해서도 기대하는 바는 오직 우리 민중의 호의(好意)뿐일 것이므로 설령 국제정세로 인해서 주둔군이 얼마동안 있을지라도 언제든지 우리가 원치 아니할 때에는 곧 걷어갈 것이니 우리는 이에 대해서 조금도 염려할 바가 없을 것입니다.
공산당(共産黨) 한인들에게 우리가 마지막으로 한 번 더 기회를 줄 것이니 개과회심(改過回心)해서 전(全) 민족이 주장하는 국권회복에 우리와 같이 합심합력(合心合力)하여 민족진영으로 동주병제(同舟竝濟)하는 결심을 충분히 표명하게 되면 우리는 전과(前過)를 잊어버리고 다같이 선량한 동포로 대우할 것이요, 종시(終是) 회개(悔改)치 못하고 국가를 남의 나라에 부속(附屬)시키자는 주의(主意)로 살인, 방화, 파괴 등을 자행할진대 국법(國法)으로 준엄히 처단할 것이니 지금부터는 타국(他國)의 간섭으로 용서(容恕)나 석방(釋放)한다는 것은 다 막힐 것을 확실히 깨달아서 자기도 살고 남도 살아서 자유(自由), 복리(福利)를 같이 누리도록 법망(法網)에 복종해야 될 것이니 우리나라에서 살려면 이러지 않고는 될 수 없을 것입니다. 일반 동포에게 충고할 것은 국회가 서고 정부가 생긴 후에는 아무 일도 아니하고 다 각각 개인의 원(願)대로 될 것을 바라고 앉았으면 결코 될 수 없는 정세(情勢)입니다.
군왕정치 시대에는 정부 당국들에게 맡기고 일없이 지냈지만은 민주정체(民主政體)에는 민중이 주권자이므로 주권자가 잠자코 있으면 나라는 다시 위험한 자리에 빠질 것이니 지금부터 시민된 남녀는 다 각각 제 직책과 제 권리를 충분히 이행하며 사용해서 부지런히 분투노력(奮鬪努力)함으로 국권(國權)을 공고(鞏固)케 하여 인권(人權)을 보호하여 만인공영(萬人共榮)을 원할지니 남녀노소를 물론하고 한 사람도 직책이 없이 노는 사람이 없어야 할 것이오.
국권을 방해하고 민생을 곤란케 하는 자는 법률로 제재하여 선거의 폐(弊)를 막아야 될 것이며 모든 부패한 협잡모리(挾雜謀利) 등 폐단(弊端)은 정부와 민중이 일심합력(一心合力)으로 막아서 관민(官民)을 물론하고 이런 폐습에 빠진 자는 용서없이 징치(懲治)하여 청결쇄신하리니 각각 개인으로나 단체로나 합심(合心) 노력하기를 부탁합니다.
지금은 대한민국의 안위(安危)와 3천만 민중의 화복(禍福)이 전혀 우리 각 개인의 손에 달렸으니 우리가 잘못하면 해(害)도 우리가 당하고 책망도 우리가 질 것이며 잘만 하면 모든 복리(福利)가 날로 증진되어 세계 친우들이 극력동정(極力同情)하여 후원(後援)하리니 일반국 회원들은 나와 함께 긍긍업업(兢兢業業)하는 성심성력(誠心誠力)과 우국애족의 순결한 지조로 기미년(己未年) 국민대회원(國民大會員)들의 결사혈투(決死血鬪)한 정신을 본받아 최후 1인, 최후 일각(一刻)까지 분투(奮鬪)하여 나갈 것을 우리가 하나님과 3천만 동포 앞에서 일심맹서(一心盟誓)합니다.
대한민국 30년 5월 31일
대한민국 국민의회 의장 리승만

### 의원 선서
개원사가 끝나고 198인 제헌국회의원 전원이 태극기를 향해 다음과 같이 의원선서문을 낭독하였다.
본의원은 조국재건과 자주독립을 완수하기 위하여 헌법을 제정하고 국민정부를 수립하여 남북통일의 대업을 완성하여 국가만년의 기초를 확정하고 국리민복을 도모하여 국제친선과 세계평화에 최대의 충성과 노력을 다 할 것을 이에 하나님과 순국 선열과 삼천만 동포에 삼가 선서함.

## 활동

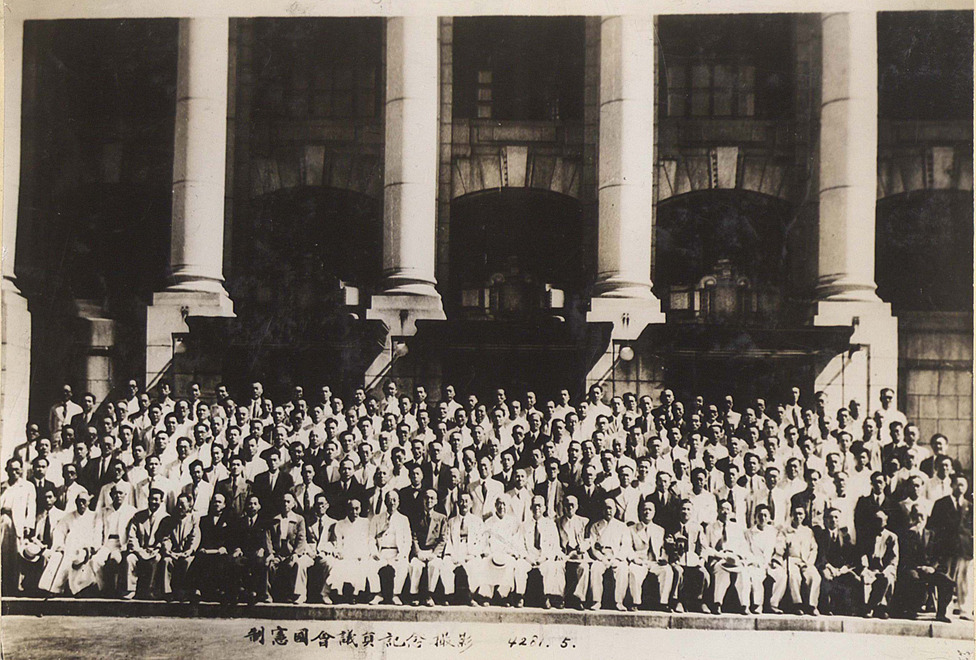
대한민국 헌법공포 기념사진. 1948년 7월 17일(소장자 4281.5 날짜오류) 당시 국회의사당으로 쓰이던 중앙청 앞에서 촬영된 제헌국회의원 일동 기념 사진.

대한민국이란 국호를 정하였으며 제헌헌법 제정 및 공포하였다. 대한민국 임시정부의 법통을 계승하였다고 주장하여 당위성을 확보하였으며, 민주공화국을 표방하였다. 삼권 분립의 원칙을 선택하였고, 대통령 중심제와 간선제를 규정하였다.
제헌국회는 당시 대다수의 국민이 소작농으로서 경제적으로 소수의 지주에게 묶여있어 제대로된 민주주의가 정착될 수 없음에 농지개혁법을 통과시켜서 3년동안 30%의 소작료를 납부하여 자신의 땅을 소유할 수 있게 하였다.
또한 9월 22일, 반민족행위처벌법(법률 제3호)을 제정하고 반민족행위특별조사위원회를 조직하여 친일 혐의자를 체포하고 처벌하려고 하였다. 공산진영과 북한의 위협, 남로당의 준동, 친일 청산이라는 미명하에 자신들의 정적을 제거하려는 수단으로써 남용되는 등으로 인해, 결국 이승만 정부 주도로 위원회는 활동기간과 반민족행위자범위를 축소당하는 등 유야무야 되었다.
1950년 1월, 미국 하원이 한국에 대한 경제원조 6200만 달러 지출안을 1표 차로 부결시키자, 이에 대해 재고를 요망하는 결의안을 채택하기 위한 토의가 벌어졌다. 국회의장 신익희는 한국 정부가 민주주의가 무엇인지 전혀 모르고 또 미국의 원조를 남용하고 있으니 어찌 미국이 한국을 도울 수 있겠느냐고 반문했다. 자기라도 이런 정부엔 원조하지 않을 것이라며, 미국의 지지를 받을 수 있는 민주국가를 세워 근본적 원인을 제거하지 않는 한 수 백장의 결의문을 미국에 보내도 소용이 없을 것이라고 주장했다.
1950년 1월 27일, 민국당과 무소속 일부가 제휴하여 79명의 연서로 내각책임제 개헌안을 제출했다. 1950년 3월 14일, 개헌안이 표결에 부쳐졌는데 개헌 통과에는 3분의 2인 123표가 필요했지만 66명의 국회의원이 기권해 개헌안이 부결되었다. 개헌안 찬성에 77표, 반대에 33표였다.

## 임기
제헌국회의원 임기: 1948년 5월 31일 ~ 1950년 5월 30일,  제헌국회 기간: 1948년 5월 31일 ~ 1950년 6월 2일
이승만 초대 국회의장: 1948년 5월 31일 ~ 1948년 7월 23일,  신익희 국회의장: 1948년 8월 4일 ~ 1950년 6월 2일

## 국회의 구성

제헌국회 의석수 분포도.

### 의장·부의장
| 국회의장   | 이 승 만 1948. 5.31 -1948. 7. 24 | 신 익 희 1948. 8.4 -1950. 5. 30 | 신 익 희 1948. 8.4 -1950. 5. 30 |
| 국회부의장 | 신 익 희 1948. 5.31 -1948. 8. 3  | 김 약 수 1948. 8.4 -1949. 7. 2  | 윤 치 영 1949. 7.4 -1950. 5. 30 |
| 국회부의장 | 김 동 원 1948. 5.31-1950. 5. 30  |                                 |                                 |

1. ↑  대통령 취임으로 사퇴
2. ↑  제39차 본회의에서 실시된 의장보궐선거에서 176표 중 103표를 얻어 선출
3. ↑  국회의장 선출로 국회부의장 사퇴
4. ↑  제39차 본회의에서 실시된 부의장보궐선거에서 176표 중 87표를 얻어 선출
5. ↑  국가보안법 위반으로 사퇴
6. ↑  제4회 국회(임시회) 제2차 본회의에서 실시된 부의장보궐선거에서 3차 결산투표 결과 선출

### 국회의원
- 제헌국회 명부

### 전원위원회
제헌국회부터 제4대 국회까지 총 17회에 걸쳐 전원위원회가 구성된 바 있으나 속기의 유무나 속기록의 존재 여부를 알 수 없어 국회회의록시스템에는 2003년 3월 28일, 29일 제16대 국회 제237회 '국군부대의 이라크 파견 동의안에 관한 전원위원회회의록'이 처음 등록되었다. 2022년 4월 11일 국회박물관 개관 때 한글속기록학 창안자 류승화(柳承和) 선생의 기증자료 1949년 4월 28~29일 전원위원회의사속기록 2권과 1950년 2월 27일 (비공개)전원위원회의사속기록, 1951년 6월 6일 (비공개)전원위원회속기록, 1952년 7월 3~4일 임시국회전원위원회속기록 및 미발견 속기록 중에서 공개가 가능한 전원위원회속기록만 한글텍스트화한 후 국회회의록시스템에 등록, 공표하고 있다.
제헌과 제2대 국회회의록에서는 본회의 속기록만 등록되다가 전원위원회속기록을 등록한 일은 여지껏 제2대 국회 말 예산결산위원회 신설 당시 소관 업무의 중요성을 감안해 속기록을 작성한 것이 위원회속기록의 효시로 알았으나 제헌국회부터 위원회속기록을 작성하고, 또 처음 발견하여 사라질 뻔한 대한민국 역사와 기록문화유산을 후세에 전하는데 그 의의가 매우 크다.

#### 전원위원회 구성
국회는 특별한 안건을 부탁하기 위하여 의원전원으로 전원위원회를 구성한다. 전원위원회는 의원 10인 이상의 발의로 국회의 결의로 개의한다. 전원위원장은 회기 초에 선거토록 되어있다.

#### 전원위원장
제헌국회에서 전원위원장은 총 3회 선거가 있었고, 전원위원회는 총 5회 열렸다. 
- 제1회국회 전원위원장(선출 1948. 6. 18/ 기간 1948.9.16~17 '대한민국정부와 미국정부 간의 재정 및 재산에 관한 최초 협정동의안') : 이청천(지청천.지대형 동일 인물)
- 제2회국회 전원위원장(선출 1949. 4. 28/ 기간 1949.4.28~29 '단기 4282년도 세입세출총예산안') : 지대형
- 제6회국회 전원위원장(선출 1949. 12.21/ 기간 1950.2.27 '비공개회의 국정감사 보고') : 지대형

### 특별위원회
제헌국회 기간  총 22개 특별위원회의 구성이 있었으며 이중 중요한 특별위원회는 다음과 같다.
| 헌법 및 정부조직법 기초위원회       | 서상일 |
| 국회법 및 국회규칙 기초위원회       | 서정희 |
| 특별법(반민족행위처벌법) 기초위원회 | 김웅진 |
| 반민족행위특별조사위원회            | 김상덕 |
| 시국(반란)수습대책위원회            | 이청천 |
| 공무원처우개선대책위원회            | 곽상훈 |

## 연혁
제헌국회는 헌법기초위원회를 조직하여 유진오의 안을 원안으로 권승렬의 안을 참고안으로 하여 헌법 초안을 작성하였다. 본래 초안은 국회를 양원제로, 정부의 형태는 의원내각제로 하였으나 의장 이승만은 극도로 혼란스러운 시절에 내각제는 더욱 국가를 분열로 치닫게 할 것이라는 생각으로 미국을 본뜬 대통령제를 고수하며 의원들을 설득하였다. 최종적으로 정부는 대통령제로 국회는 단원제로 상정되어 채택되었다.

## 의석 변동
| 날짜             | 이름   | 소속정당            | 선거구           | 사유                          | 정당별 증감 | 의석 수 |
| ---------------- | ------ | ------------------- | ---------------- | ----------------------------- | ----------- | --- |
| 1948년 5월 31일  | 이승만 | 대한독립촉성국민회  | 서울 동대문구 갑 | 국회의장 선출                 | ±1          | 대한독립촉성국민회 55석 한국민주당 29석 대동청년단 12석 조선민족청년단 6석 대한독립촉성농민총연맹 2석 대한독립촉성노동총연맹 1석 조선민주당 1석 교육협회 1석 대성회 1석 조선공화당 1석 부산15구락부 1석 단민당 1석 대한청년단 1석 민족통일본부 1석 전도회 1석 한국독립당 1석 무소속 85석 |
| 1948년 7월 24일  | 이승만 | 대한독립촉성국민회  | 서울 동대문구 갑 | 초대 대통령 선출, 의원직 상실 | -1          | 대한독립촉성국민회 54석 한국민주당 29석 대동청년단 12석 조선민족청년단 6석 대한독립촉성농민총연맹 2석 대한독립촉성노동총연맹 1석 조선민주당 1석 교육협회 1석 대성회 1석 조선공화당 1석 부산15구락부 1석 단민당 1석 대한청년단 1석 민족통일본부 1석 전도회 1석 한국독립당 1석 무소속 85석 |
| 1948년 8월 3일   | 윤치영 | 한국민주당 → 무소속 | 서울 중구        | 탈당                          | ±1          | 대한독립촉성국민회 54석 한국민주당 28석 대동청년단 12석 조선민족청년단 6석 대한독립촉성농민총연맹 2석 대한독립촉성노동총연맹 1석 조선민주당 1석 교육협회 1석 대성회 1석 조선공화당 1석 부산15구락부 1석 단민당 1석 대한청년단 1석 민족통일본부 1석 전도회 1석 한국독립당 1석 무소속 86석 |
| 1948년 8월 4일   | 신익희 | 대한독립촉성국민회  | 경기 광주군      | 국회의장 선출                 | ±1          | 대한독립촉성국민회 54석 한국민주당 28석 대동청년단 12석 조선민족청년단 6석 대한독립촉성농민총연맹 2석 대한독립촉성노동총연맹 1석 조선민주당 1석 교육협회 1석 대성회 1석 조선공화당 1석 부산15구락부 1석 단민당 1석 대한청년단 1석 민족통일본부 1석 전도회 1석 한국독립당 1석 무소속 86석 |
| 1948년 10월 30일 | 홍성하 | 한국민주당          | 서울 동대문구 갑 | 재보궐선거 당선               | +1          | 대한독립촉성국민회 54석 한국민주당 29석 대동청년단 12석 조선민족청년단 6석 대한독립촉성농민총연맹 2석 대한독립촉성노동총연맹 1석 조선민주당 1석 교육협회 1석 대성회 1석 조선공화당 1석 부산15구락부 1석 단민당 1석 대한청년단 1석 민족통일본부 1석 전도회 1석 한국독립당 1석 무소속 86석 |

## 참고 문헌
- 강준만, 《한국현대사산책》〈1940년대편 2권〉(인물과사상사, 2004) 155~160, 225~226쪽.

## 같이 보기
- 대한민국 제1대 국회의원 목록
- 대한민국 제헌 국회의원 선거
- 헌법 및 정부조직법 기초위원회